# Psilacron panchuya
Psilacron panchuya är en fjärilsart som beskrevs av William Schaus 1937. Psilacron panchuya ingår i släktet Psilacron och familjen tandspinnare. Inga underarter finns listade.